# Tatiana Lysenko (gimnasta)
Tatiana Lysenko (Ucrania, 23 de septiembre de 1975) es una gimnasta artística 	soviética y ucraniana, nueve veces campeona del mundo en diferentes pruebas desde 1994 a 1997.

## Representando a laUnión Soviética
En el Mundial de Indianápolis 1991 gana el oro en el concurso por equipos, por delante de Estados Unidos y Rumania, siendo sus compañeras de equipo: Svetlana Boginskaya, Tatiana Gutsu, Oksana Chusovitina, Rozalia Galiyeva y Natalia Kalinina.

## Representando alEquipo Unificado
En los JJ. OO. de Barcelona (España) de 1992 gana dos medallas de oro —en equipo y viga de equilibrio— y una de bronce en salto.
Además en el Mundial de París 1992 gana el bronce en el ejercicio de suelo, tras la estadounidense Kim Zmeskal (oro), la húngara Henrietta Ónodi (plata) y empatada en el bronce con la rumana Maria Neculita.

## Representando a Ucrania
En el Mundial de Birmingham 1993 gana el bronce en la general individual —tras la estadounidense Shannon Miller (oro) y la rumana Gina Gogean (plata).